# Konráðs saga keisarasonar
Konráðs saga keisarasonar (o saga de Konrad, el hijo del emperador), es una de las sagas caballerescas escrita en nórdico antiguo y fechada hacia el siglo XIV. Sin una fuente original conocida, se considera una de las más antiguas en su género que combina elementos de la tradición nativa islandesa con sus contemporáneos del continente. El tema dominante no es que la ignorancia sea una grave falta básica, pero la ingenuidad y la ceguera de la realidad conducen inevitablemente a un gran riesgo. 